# Убеждающая коммуникация
Убеждающая коммуникация (англ. persuasive communication) — вид коммуникации, который направлен на формирование у собеседника определённого ряда мыслей и переживаний и влияние на его ориентацию в ценностях. Она может выражаться разными способами: в приказе, совете, просьбе. Термин характеризует процесс создания субъектом политического управления целого комплекса информационных материалов для внедрения или изменения представлений, убеждений, принципов людей в соответствии со своими политическими целями.
Согласно многим исследованиям, одной из отличительных особенностей современного сознания человека является ориентация на восприятие визуальных образов. Поэтому убеждающая коммуникация, учитывая эту особенность, стремится использовать, как правило, визуальные средства для более эффективного воздействия на сознание индивида или общества в целом. Отсюда вытекает имиджевый и перформативный характер убеждающей коммуникации, которая может создать практически любой образ реальности в сознании общества.

## Формы убеждающей коммуникации
Реклама, PR и пропаганда занимают важнейшее место среди форм убеждающей коммуникации, как и различного вида перформансы (флэшмобы, политические перформансы, перформансы, используемые в рекламе и PR акциях). Реклама и PR могут способствовать не только стимулированию продаж, но и влиянию на общество самыми разными способами и на формирование определённого типа массового сознания. Флешмоб при умелом использовании также может послужить мощным средством убеждающей коммуникации. Об этом писал и Говард Рейнгольд в своей книге «Умная толпа: следующая социальная революция», в которой он приводит множество примеров успешных флэшмобов, повлиявших на ход истории.

## Способы убеждающей коммуникации
Согласно модели наибольшей вероятности, существуют два основных способа убеждающей коммуникации:
- центральный путь убеждения, когда человек желает и способен прислушиваться к аргументам в коммуникации. Этот способ предлагает дать слушателю всестороннюю информацию, привести убедительные аргументы, сообщения о различных фактах и предложить различные концепции, так как реципиент стремится обдумать содержание полученных данных, понять и оценить состоятельность и качество аргументов, анализировать полученную информацию.
- периферийный путь убеждения, когда человек не обращает внимания на аргументы, а поддается влиянию поверхностных характеристик. В этом случае субъект политического управления смещает акценты с глубокого познания объекта на его внешние признаки, на формы подачи информации, создание ассоциаций, притягательных образов, а реципиент уделяет основное внимание на сопровождающие или случайные факторы, такие как внешность оратора, цветовая гамма рекламной информации и пр.

## Факторы, влияющие на выбор реципиентом того или иного пути обработки информации
- значимость информации для человека. Если информация отвечает интересам индивида, то он отдаст предпочтение центральному способу её обработки. В противном случае выбор падет на периферийный способ;
- когнитивные способности реципиентов. Если у индивида нет навыков аналитического мышления, если он не может всесторонне рассматривать и анализировать информацию, то он выбирает периферийный способ обработки информации;
- характер сообщения. Рекламный ролик кандидата не требует вдумчивого изучения человека, поэтому для обработки представленной в нём информации будет выбран периферийный способ. Подробная программа партии, насыщенная текстовой информацией, предполагает внимательное прочтение, для чего реципиент выберет центральный способ обработки.[3]

Таким образом, цель убеждающей коммуникации — вызвать у собеседника или делового партнера определённые чувства и сформировать его ценностные ориентации и установки; изменить его взгляды, убеждения, цели, а также сделать своим единомышленником.
Для достижения этой цели часто могут использоваться такие коммуникативные средства и технологии, как:
- аргументация, демонстрация и доказательство;
- разъяснение и сравнительный анализ;
- факты, цифры и примеры, показывающие преимущества; опора на эмоциональный настрой партнера и включение его кинестетического канала с помощью вербальных и невербальных ключей доступа;
- учёт контраргументов партнера;
- психологические приемы присоединения, формирование аттракции, создание атмосферы доверия.[4]